# CUS Palermo Pallamano
Il CUS Palermo Pallamano è la sezione di pallamano del Centro Universitario Sportivo di Palermo. Nella stagione sportiva 2025/2026 milita in Serie A Silver, la seconda serie del campionato italiano di pallamano maschile.
Vede la luce nel 1973 grazie al maestro di sport Aldo Di Pietro che, per merito dei suoi trascorsi da ostacolista, amalgama la prima squadra arruolando alcuni validi giovani dalla sezione atletica e dopo una stagione di rodaggio la squadra viene iscritta negli albi federali nella stagione sportiva 1975/1976. Dopo appena una stagione in serie C, inizia la cavalcata che porta il CUS stabilmente in serie B.
Nel 1985 Walter Pezzer viene chiamato da Di Pietro ad allenare la squadra e con la sua guida nel 1991 il CUS raggiunge la serie A2.
Nel campionato 2004-2005 ha conquistato, per la prima volta nella sua storia, la promozione in serie A1 maschile di Pallamano. Nel Maggio del 2005 ha vinto la medaglia d'oro al Campionato Nazionale Universitario svoltosi a Catania, battendo in finale il CUS Catania.
Nella stagione sportiva 2018/2019, dopo una retrocessione in serie B, Walter Pezzer lascia la guida della squadra ad Ignazio Aragona.
Nella stagione sportiva 2019/2020, la cancellazione dei campionati a marzo 2020 a causa dell'epidemia del covid-19, interrompe la cavalcata della squadra under 19 verso l'ormai sicuro titolo regionale.       
Il 23 maggio 2021 la squadra Under 19 allenata da Gianni Tornambè, pur con l'assenza dell'infortunato terzino Emanuele Artale, battendo per 31-30 l'Halikada nella finale disputata al PalaLoBello di Siracusa, conquista il titolo di campione regionale Under 19. 
Nella stagione 2021-2022 la società si affilia al Palermo Football Club, cambiando il nome sociale e i colori, che passano dal giallo-rosso-nero al classico rosa-nero. La società ha organizzato presso Isola delle Femmine a giugno del 2022 il torneo internazionale di Beach Handball EBT Finals 2022 .
Nella stagione sportiva 2022/2023 il Cus iscrive per la prima volta le squadre femminili ai campionati federali inoltre nel campionato di Serie A2 con i soli atleti del proprio vivaio, dopo i play off, ottiene la promozione in serie Serie A Silver.   e nella stagione 2023/2024 è l'unica squadra delle prime due divisioni di pallamano che affronta il campionato con gli atleti "a chilometro zero". Purtroppo la squadra classificata al decimo posto nella regular season, partecipa ai play out e, dopo un contestatissimo arbitraggio in gara 3 a Sassari, viene retrocessa nella serie inferiore.
La stagione sportiva 2024/2025 segna uno spartiacque, infatti la squadra maschile non si iscrive al campionato di competenza per scendere in serie B, ma al fine di incrementare l'avviamento allo sport della sezione femminile, la società iscrive per la prima volta una squadra al Trofeo B Cup.
Il 17 maggio 2025, nella bolgia di un PalaCUS colmo in ogni ordine di posto, la squadra Under 14 femminile allenata da Ninni Aragona, batte con il risultato di 31-27 i pronostici e la forte squadra di Acireale nella finalissima delle Final4 di categoria e festeggia uno storico titolo per il giovanissimo movimento femminile di pallamano del CUS Palermo. Durante la manifestazione viene premiato Aldo Di Pietro quale fondatore della sezione per i 50 anni dalla prima iscrizione ad un campionato con un piatto artigianale con la dedica: "Ad Aldo Di Pietro - 50 anni di impegno e passione". La squadra di Serie B maschile conclude al primo posto il campionato regionale qualificandosi per i play off di Chieti dove battendo Putignano, Nuoro e Pescara conquista la promozione in Serie A Silver.

## Palmares

### Competizioni Nazionali
- Campionato Nazionale Universitario: 1

2005

### Competizioni Regionali
- Coppa Sicilia di Serie A2: 1

2020-21
- Coppa Sicilia di Serie B: 1

2024-25
- SuperCoppa Sicilia: 1

2020-21
- Campione Regionale Under 19 Maschile

2020-21
- Campione Regionale Under 14 Femminile

2024-25
- Campione Regionale Beach Handball Maschile

2019
- Coppa Sicilia Beach Handball Maschile: 1

2019

## Organico

### Rosa 2018-2019
| N° | Naz.              | Ruolo | Sportivo              | Anno |  |  |
| -- | ----------------- | ----- | --------------------- | ---- |  |  |
| 2  | Italia (bandiera) | C     | Michele Mondello      | 1979 |  |  |
| 12 | Italia (bandiera) | P     | Andrea Vitale         | 2002 |  |  |
| 7  | Italia (bandiera) | C     | Gerlando Santamaria   | 1974 |  |  |
| 9  | Italia (bandiera) | A     | Alberto Alieri        | 2001 |  |  |
| 13 | Italia (bandiera) | T     | Massimiliano Esposito | 1996 |  |  |
| 15 | Italia (bandiera) | A     | Federico Scordi       | 1996 |  |  |
| 16 | Italia (bandiera) | PV    | Gabriele Sala         | 1997 |  |  |
| 17 | Italia (bandiera) | A     | Simone Testa          | 2001 |  |  |
| 22 | Italia (bandiera) | A     | Fulvio Pupillo        | 1994 |  |  |
| 23 | Italia (bandiera) | T     | Cristian Guggino      | 2003 |  |  |
| 28 | Italia (bandiera) | PV    | Andrea Lo Re          | 1998 |  |  |
| 31 | Italia (bandiera) | A     | Giuseppe Bertolami    | 1990 |  |  |
| 33 | Italia (bandiera) | PV    | Alessandro Lopes      | 1997 |  |  |
| 39 | Italia (bandiera) | T     | Edoardo Guardì        | 2001 |  |  |
| 51 | Italia (bandiera) | T     | Emanuele Artale       | 2001 |  |  |
| 30 | Italia (bandiera) | PV    | Giovanni Mattaliano   | 1997 |  |  |
| 93 | Italia (bandiera) | P     | Pietro Intravaia      | 1994 |  |  |

### Staff Squadra Serie B
- Allenatori:  Ignazio Aragona
- Preparatore dei portieri:  Umberto Leo
- Dirigenti:  Claudio Provenzano

### Staff Squadre Giovanili
- Allenatori:  Ignazio Aragona   Gianni Tornambè   Biliana Medjetovic
- Dirigenti:  Michelangelo Artale  Guido Spoto
- Sanitario Primo Soccorso:  Giuseppe Testa

### Rosa 2019-2020
| N° | Naz.              | Ruolo | Sportivo              | Anno |  |  |
| -- | ----------------- | ----- | --------------------- | ---- |  |  |
| 2  | Italia (bandiera) | C     | Michele Mondello      | 1979 |  |  |
| 3  | Italia (bandiera) | T     | Alessandro Aragona    | 1998 |  |  |
| 12 | Italia (bandiera) | P     | Andrea Vitale         | 2002 |  |  |
| 7  | Italia (bandiera) | C     | Gerlando Santamaria   | 1974 |  |  |
| 8  | Italia (bandiera) | T     | Paolo Spoto           | 2002 |  |  |
| 9  | Italia (bandiera) | A     | Alberto Alieri        | 2001 |  |  |
| 10 | Italia (bandiera) | T     | Simone Lima           | 1998 |  |  |
| 13 | Italia (bandiera) | A     | Andrea Piscopo        | 1999 |  |  |
| 15 | Italia (bandiera) | A     | Federico Scordi       | 1996 |  |  |
| 16 | Italia (bandiera) | PV    | Gabriele Sala         | 1997 |  |  |
| 17 | Italia (bandiera) | A     | Simone Testa          | 2001 |  |  |
| 20 | Italia (bandiera) | A     | Salvatore Rosciglione | 2000 |  |  |
| 24 | Italia (bandiera) | P     | Jonathan Puglisi      | 2002 |  |  |
| 23 | Italia (bandiera) | P     | Giovanni Lo Re        | 1996 |  |  |
| 31 | Italia (bandiera) | A     | Giuseppe Bertolami    | 1990 |  |  |
| 33 | Italia (bandiera) | PV    | Alessandro Lopes      | 1997 |  |  |
| 39 | Italia (bandiera) | T     | Edoardo Guardì        | 2001 |  |  |
| 51 | Italia (bandiera) | T     | Emanuele Artale       | 2001 |  |  |
| 30 | Italia (bandiera) | PV    | Giovanni Mattaliano   | 1997 |  |  |
| 72 | Italia (bandiera) | P     | Francesco Dominici    | 1998 |  |  |
| 79 | Italia (bandiera) | A     | Giuseppe Maggio       | 1999 |  |  |
| 93 | Italia (bandiera) | P     | Pietro Intravaia      | 1994 |  |  |

### Staff Squadra A2
- Allenatori:  Ignazio Aragona
- Preparatore dei portieri:  Umberto Leo
- Dirigenti:  Claudio Provenzano

### Staff Squadre Giovanili
- Allenatori:  Ignazio Aragona   Gianni Tornambè
- Dirigenti:  Michelangelo Artale  Guido Spoto  Elio Bivona
- Sanitario Primo Soccorso:  Giuseppe Testa

### Rosa 2020-2021
| N° | Naz.              | Ruolo | Sportivo              | Anno |  |  |
| -- | ----------------- | ----- | --------------------- | ---- |  |  |
| 2  | Italia (bandiera) | C     | Michele Mondello      | 1979 |  |  |
| 3  | Italia (bandiera) | T     | Alessandro Aragona    | 1998 |  |  |
| 12 | Italia (bandiera) | P     | Andrea Vitale         | 2002 |  |  |
| 7  | Italia (bandiera) | C     | Gerlando Santamaria   | 1974 |  |  |
| 8  | Italia (bandiera) | T     | Paolo Spoto           | 2002 |  |  |
| 9  | Italia (bandiera) | A     | Alberto Alieri        | 2001 |  |  |
| 10 | Italia (bandiera) | T     | Simone Lima           | 1998 |  |  |
| 13 | Italia (bandiera) | A     | Andrea Piscopo        | 1999 |  |  |
| 17 | Italia (bandiera) | A     | Simone Testa          | 2001 |  |  |
| 20 | Italia (bandiera) | A     | Salvatore Rosciglione | 2000 |  |  |
| 35 | Italia (bandiera) | A     | Matteo Pola           | 2001 |  |  |
| 23 | Italia (bandiera) | A     | Giuseppe Randazzo     | 1994 |  |  |
| 28 | Italia (bandiera) | T     | Giovanni Manno        | 1996 |  |  |
| 32 | Italia (bandiera) | A     | Paolo Terracchio      | 2002 |  |  |
| 33 | Italia (bandiera) | PV    | Alessandro Lopes      | 1997 |  |  |
| 39 | Italia (bandiera) | T     | Edoardo Guardì        | 2001 |  |  |
| 51 | Italia (bandiera) | T     | Emanuele Artale       | 2001 |  |  |
| 30 | Italia (bandiera) | PV    | Giovanni Mattaliano   | 1997 |  |  |
| 79 | Italia (bandiera) | A     | Giuseppe Maggio       | 1999 |  |  |
| 77 | Italia (bandiera) | T     | Marco Maenza          | 1999 |  |  |
| 93 | Italia (bandiera) | P     | Pietro Intravaia      | 1994 |  |  |
| 72 | Italia (bandiera) | P     | Francesco Dominici    | 1998 |  |  |

### Staff Squadra A2
- Allenatori:  Ignazio Aragona
- Preparatore dei portieri:  Umberto Leo
- Dirigenti:  Claudio Provenzano

### Staff Squadre Giovanili
- Allenatori:  Ignazio Aragona   Gianni Tornambè
- Dirigenti:  Michelangelo Artale  Guido Spoto  Antonio Buccafusca  Davide D'Arpa  Silvia Cangemi  Antonio Lo Coco  Stefania Cinquemani

- Sanitario Primo Soccorso:  Giuseppe Testa

### Rosa 2021-2022
| N° | Naz.              | Ruolo | Sportivo             | Anno |  |  |
| -- | ----------------- | ----- | -------------------- | ---- |  |  |
| 1  | Italia (bandiera) | P     | Gabriele D'Arpa      | 2004 |  |  |
| 12 | Italia (bandiera) | P     | Andrea Vitale        | 2002 |  |  |
| 24 | Italia (bandiera) | P     | Jonathan Puglisi     | 2002 |  |  |
| 3  | Italia (bandiera) | T     | Alessandro Aragona   | 1998 |  |  |
| 4  | Italia (bandiera) | PV    | Diego La Mantia      | 1999 |  |  |
| 8  | Italia (bandiera) | T     | Paolo Spoto          | 2002 |  |  |
| 9  | Italia (bandiera) | A     | Alberto Alieri       | 2001 |  |  |
| 11 | Italia (bandiera) | T     | Giuseppe Gottuso     | 1979 |  |  |
| 13 | Italia (bandiera) | A     | Andrea Piscopo       | 1999 |  |  |
| 17 | Italia (bandiera) | A     | Simone Testa         | 2001 |  |  |
| 19 | Italia (bandiera) | PV    | Marco Parrino        | 2005 |  |  |
| 21 | Italia (bandiera) | A     | Matteo Pola          | 2001 |  |  |
| 23 | Italia (bandiera) | P     | Giovanni Lo Re       | 1996 |  |  |
| 27 | Italia (bandiera) | A     | Gabriele Sciumè      | 2002 |  |  |
| 31 | Italia (bandiera) | T     | Francesco Buccafusca | 2006 |  |  |
| 33 | Italia (bandiera) | PV    | Alessandro Lopes     | 1997 |  |  |
| 39 | Italia (bandiera) | T     | Edoardo Guardì       | 2001 |  |  |
| 51 | Italia (bandiera) | T     | Emanuele Artale      | 2001 |  |  |
| 26 | Italia (bandiera) | PV    | Giovanni Mattaliano  | 1997 |  |  |
| 2  | Italia (bandiera) | T     | Michele Mondello     | 1979 |  |  |
| 77 | Italia (bandiera) | T     | Marco Maenza         | 1999 |  |  |
| 79 | Italia (bandiera) | A     | Giuseppe Maggio      | 1999 |  |  |
| 72 | Italia (bandiera) | P     | Francesco Dominici   | 1998 |  |  |

### Staff Squadra A2
- Allenatori:  Ignazio Aragona  Nenad Milosevic
- Preparatore dei portieri:  Umberto Leo
- Dirigenti:  Gerlando Santamaria  Michelangelo Artale  Guido Spoto

### Staff Squadra Serie B
- Allenatori:  Gianni Tornambè
- Dirigenti:  Davide D’Arpa  Silvia Cangemi  Emanuela Pavone

### Staff Squadre Giovanili
- Allenatori:  Claudio Provenzano   Ignazio Aragona
- Dirigenti:  Gaspare Vitale  Antonio Lo Coco  Roberto Accardo  Patrizia Lannino  Marinella Di Stefano

### Rosa 2022-2023
| N° | Naz.              | Ruolo | Sportivo              | Anno |  |  |
| -- | ----------------- | ----- | --------------------- | ---- |  |  |
| 1  | Italia (bandiera) | P     | Giovanni Lo Re        | 1996 |  |  |
| 3  | Italia (bandiera) | T     | Alessandro Aragona    | 1998 |  |  |
| 5  | Italia (bandiera) | A     | Marco Gangi Chiodo    | 2006 |  |  |
| 6  | Italia (bandiera) | T     | Edoardo Guardì        | 2001 |  |  |
| 8  | Italia (bandiera) | T     | Paolo Spoto           | 2002 |  |  |
| 9  | Italia (bandiera) | A     | Alberto Alieri        | 2001 |  |  |
| 10 | Italia (bandiera) | A     | Salvatore Rosciglione | 2000 |  |  |
| 11 | Italia (bandiera) | T     | Giuseppe Gottuso      | 1979 |  |  |
| 12 | Italia (bandiera) | P     | Andrea Vitale         | 2002 |  |  |
| 13 | Italia (bandiera) | A     | Andrea Piscopo        | 1999 |  |  |
| 15 | Italia (bandiera) | PV    | Fabrizio Pitruzzella  | 2000 |  |  |
| 17 | Italia (bandiera) | A     | Simone Testa          | 2001 |  |  |
| 18 | Italia (bandiera) | PV    | Enrico Vitale         | 2005 |  |  |
| 19 | Italia (bandiera) | PV    | Marco Parrino         | 2005 |  |  |
| 21 | Italia (bandiera) | A     | Matteo Pola           | 2001 |  |  |
| 24 | Italia (bandiera) | P     | Jonathan Puglisi      | 2002 |  |  |
| 27 | Italia (bandiera) | T     | Emanuele Artale       | 2001 |  |  |
| 31 | Italia (bandiera) | T     | Francesco Buccafusca  | 2006 |  |  |
| 33 | Italia (bandiera) | PV    | Alessandro Lopes      | 1997 |  |  |
| 44 | Italia (bandiera) | A     | Salvatore Gottuso     | 2005 |  |  |
| 46 | Italia (bandiera) | P     | Gabriele D'Arpa       | 2004 |  |  |
| 72 | Italia (bandiera) | P     | Francesco Dominici    | 1998 |  |  |
| 77 | Italia (bandiera) | T     | Marco Maenza          | 1999 |  |  |

### Staff Squadra A2
- Allenatori:  Ignazio Aragona   Gianni Tornambè  Nenad Milosevic
- Preparatore dei portieri:  Umberto Leo
- Tecnico attività motorie:  Giuseppe Bertolami
- Dirigenti:  Gerlando Santamaria  Michelangelo Artale  Guido Spoto
- Photo Maker:  Federico Scordi

### Staff Squadre Giovanili
- Allenatori:  Claudio Provenzano   Vincenzo Saglimbene    Ignazio Aragona
- Dirigenti:  Giada Grado  Davide Casula  Antonio Lo Coco   Rosanna Grillo

### Rosa 2023-2024
| N° | Naz.              | Ruolo | Sportivo              | Anno |  |  |
| -- | ----------------- | ----- | --------------------- | ---- |  |  |
| 1  | Italia (bandiera) | P     | Riccardo Casula       | 2007 |  |  |
| 2  | Italia (bandiera) | PV    | Pierpaolo Riccobono   | 1981 |  |  |
| 3  | Italia (bandiera) | T     | Alessandro Aragona    | 1998 |  |  |
| 5  | Italia (bandiera) | A     | Marco Gangi Chiodo    | 2006 |  |  |
| 6  | Italia (bandiera) | T     | Edoardo Guardì        | 2001 |  |  |
| 9  | Italia (bandiera) | A     | Alberto Alieri        | 2001 |  |  |
| 10 | Italia (bandiera) | A     | Salvatore Rosciglione | 2000 |  |  |
| 12 | Italia (bandiera) | P     | Andrea Vitale         | 2002 |  |  |
| 13 | Italia (bandiera) | A     | Andrea Piscopo        | 1999 |  |  |
| 15 | Italia (bandiera) | PV    | Fabrizio Pitruzzella  | 2000 |  |  |
| 16 | Italia (bandiera) | C     | Riccardo Cuccia       | 2007 |  |  |
| 17 | Italia (bandiera) | A     | Simone Testa          | 2001 |  |  |
| 18 | Italia (bandiera) | PV    | Enrico Vitale         | 2005 |  |  |
| 21 | Italia (bandiera) | A     | Matteo Pola           | 2001 |  |  |
| 23 | Italia (bandiera) | P     | Giovanni Lo Re        | 1996 |  |  |
| 24 | Italia (bandiera) | P     | Jonathan Puglisi      | 2002 |  |  |
| 26 | Italia (bandiera) | T     | Marco Maenza          | 1998 |  |  |
| 27 | Italia (bandiera) | T     | Emanuele Artale       | 2001 |  |  |
| 28 | Italia (bandiera) | C     | Giovanni Manno        | 1998 |  |  |
| 31 | Italia (bandiera) | T     | Francesco Buccafusca  | 2006 |  |  |
| 33 | Italia (bandiera) | PV    | Alessandro Lopes      | 1997 |  |  |
| 44 | Italia (bandiera) | A     | Salvatore Gottuso     | 2005 |  |  |
| 46 | Italia (bandiera) | P     | Gabriele D'Arpa       | 2004 |  |  |
| 72 | Italia (bandiera) | P     | Francesco Dominici    | 1998 |  |  |

### Coordinatori di Sezione
Michelangelo Artale  Gerlando Santamaria

### Staff Squadra A Silver
l'unica squadra delle prime due divisioni di pallamano che scende in campo esclusivamente con gli atleti del proprio vivaio !
- Allenatori:  Ignazio Aragona   Gianni Tornambè
- Preparatore dei portieri:  Umberto Leo
- Tecnico attività motorie:  Giuseppe Bertolami
- Dirigenti:  Giuseppe Gottuso  Guido Spoto  Silvia Cangemi  Davide D'Arpa  Giorgia Mancuso  Giacomo Grigoli
- Video Maker:  Carmelo Scordi
- Photo Maker:  Federico Scordi

### Staff Squadra Serie B
- Allenatori:  Claudio Provenzano  Nenad Milosevic
- Dirigenti:  Davide Casula  Alessandro Alfano

### Staff Squadre Giovanili
- Allenatori:  Nenad Milosevic  Claudio Provenzano   Vincenzo Saglimbene   Giada Grado   Rosanna Grillo
- Dirigenti:  Gaspare Vitale  Davide Casula  Antonio Lo Coco   Alessandro Alfano   Patrizia Lannino  Sabina La Mattina  Irma Greco  Gioacchino Cipollina

### Rosa 2024-2025
| N° | Naz.                | Ruolo | Sportivo               | Anno |  |  |
| -- | ------------------- | ----- | ---------------------- | ---- |  |  |
| 1  | Germania (bandiera) | P     | Connor Floth           | 2002 |  |  |
| 3  | Italia (bandiera)   | T     | Alessandro Aragona     | 1998 |  |  |
| 5  | Italia (bandiera)   | A     | Marco Gangi Chiodo     | 2006 |  |  |
| 6  | Italia (bandiera)   | T     | Edoardo Guardì         | 2001 |  |  |
| 8  | Italia (bandiera)   | T     | Paolo Spoto            | 2002 |  |  |
| 9  | Italia (bandiera)   | A     | Alberto Alieri         | 2001 |  |  |
| 10 | Italia (bandiera)   | A     | Salvatore Rosciglione  | 2000 |  |  |
| 12 | Italia (bandiera)   | P     | Andrea Vitale          | 2002 |  |  |
| 13 | Italia (bandiera)   | A     | Andrea Piscopo         | 1999 |  |  |
| 15 | Italia (bandiera)   | PV    | Fabrizio Pitruzzella   | 2000 |  |  |
| 16 | Italia (bandiera)   | C     | Riccardo Cuccia        | 2007 |  |  |
| 17 | Italia (bandiera)   | A     | Simone Testa           | 2001 |  |  |
| 18 | Italia (bandiera)   | PV    | Enrico Vitale          | 2005 |  |  |
| 19 | Italia (bandiera)   | A     | Marco Parrino          | 2007 |  |  |
| 24 | Italia (bandiera)   | P     | Jonathan Puglisi       | 2002 |  |  |
| 27 | Italia (bandiera)   | C     | Gabriele Sciumè        | 2002 |  |  |
| 32 | Italia (bandiera)   | A     | Paolo Terracchio       | 2002 |  |  |
| 33 | Italia (bandiera)   | PV    | Alessandro Lopes       | 1997 |  |  |
| 38 | Italia (bandiera)   | PV    | Diego La Mantia        | 1997 |  |  |
| 57 | Italia (bandiera)   | A     | Davide Testa           | 1996 |  |  |
| 77 | Italia (bandiera)   | PV    | Pierpaolo Riccobono    | 1981 |  |  |
| 91 | Italia (bandiera)   | T     | Fabrizio William Bruno | 1996 |  |  |

### Componente Consiglio Direttivo
Gerlando Santamaria

### Responsabile Sezione Agonistica
Michelangelo Artale

### Staff Squadre Serie B Maschili
- Allenatori:  Gianni Tornambè  Claudio Provenzano
- Preparatore dei portieri:  Umberto Leo
- Tecnico attività motorie:  Giuseppe Bertolami
- Dirigenti:  Giuseppe Gottuso  Guido Spoto  Silvia Cangemi  Davide D'Arpa  Gaspare Vitale  Giacomo Grigoli  Gioacchino Cipollina

### Staff Squadra Trofeo B Cup Femminile
- Allenatori:  Ignazio Aragona
- Dirigenti:  Angelo Grado

### Staff Squadre Giovanili
- Allenatori:  Ignazio Aragona  Nenad Milosevic   Claudio Provenzano   Vincenzo Saglimbene   Giada Grado   Rosanna Grillo
- Dirigenti:  Gioacchino Cipollina  Fabio Cannata   Alessandro Alfano   Patrizia Lannino  Sabina La Mattina  Irma Greco

### Rosa 2025-2026
| N° | Naz.              | Ruolo | Sportivo               | Anno |  |  |
| -- | ----------------- | ----- | ---------------------- | ---- |  |  |
| 1  | Grecia (bandiera) | P     | Ioannis Chrimatopoulos | 1986 |  |  |
| 3  | Italia (bandiera) | T     | Alessandro Aragona     | 1998 |  |  |
| 5  | Italia (bandiera) | A     | Marco Gangi Chiodo     | 2006 |  |  |
| 6  | Italia (bandiera) | T     | Edoardo Guardì         | 2001 |  |  |
| 8  | Italia (bandiera) | T     | Paolo Spoto            | 2002 |  |  |
| 9  | Italia (bandiera) | A     | Alberto Alieri         | 2001 |  |  |
| 12 | Italia (bandiera) | P     | Andrea Vitale          | 2002 |  |  |
| 13 | Italia (bandiera) | A     | Andrea Piscopo         | 1999 |  |  |
| 15 | Italia (bandiera) | PV    | Fabrizio Pitruzzella   | 2000 |  |  |
| 16 | Italia (bandiera) | C     | Riccardo Cuccia        | 2007 |  |  |
| 17 | Italia (bandiera) | A     | Simone Testa           | 2001 |  |  |
| 18 | Italia (bandiera) | PV    | Enrico Vitale          | 2005 |  |  |
| 24 | Italia (bandiera) | P     | Jonathan Puglisi       | 2002 |  |  |
| 27 | Italia (bandiera) | C     | Gabriele Sciumè        | 2002 |  |  |
| 33 | Italia (bandiera) | PV    | Alessandro Lopes       | 1997 |  |  |
| 38 | Italia (bandiera) | PV    | Diego La Mantia        | 1997 |  |  |
| 77 | Italia (bandiera) | PV    | Pierpaolo Riccobono    | 1981 |  |  |

### Componente Consiglio Direttivo
Gerlando Santamaria

### Responsabile Sezione Agonistica
Michelangelo Artale

### Staff Squadra Serie A Silver Maschile
- Allenatore:  Gianni Tornambè
- Preparatore dei portieri:  Umberto Leo
- Tecnico attività motorie:  Giuseppe Bertolami
- Dirigenti:  Giuseppe Gottuso  Guido Spoto  Silvia Cangemi  Davide D'Arpa  Gaspare Vitale  Giacomo Grigoli
- Video Maker:  Carmelo Scordi
- Photo Maker:  Federico Scordi

### Staff Squadre Juniores Femminili
- Allenatore:  Ignazio Aragona
- Dirigenti:  Sabina La Mattina  Fabio Cannata   Patrizia Lannino

### Staff Squadre Juniores Maschili
- Allenatori:  Nenad Milosevic   Claudio Provenzano   Giada Grado   Rosanna Grillo
- Dirigenti:  Gioacchino Cipollina   Bruno Cirrito   Irma Greco

## Atleti di rilievo
- Uroš Krašovec (509 reti in 54 presenze)
- Giovanni Rosso (Campione d'Italia nella stagione 2020-2021)
- Emanuele Artale (Convocazione Nazionale Giovanile) [6].
- Alessandro Aragona (Convocazione Nazionale Giovanile)
- Francesco Buccafusca (Convocazione Nazionale Giovanile)
- Cristian Guggino (Convocazione Nazionale Giovanile)